# Carex xerantica
Espèce
Classification phylogénétique
Carex xerantica est une espèce de plantes du genre Carex et de la famille des Cyperaceae.